# HMS Zebra (1895)
HMS Zebra byl torpédoborec Britského královského námořnictva. Představoval jediný postavený exemplář své třídy. Torpédoborec byl ve službě v letech 1900–1914.
Třída Swordfish představovala jednu ze sedmnácti podtříd raných britských torpédoborců od různých výrobců, které jsou souhrnně označovány jako třída A. Torpédoborce třídy A neměly jednotný design, ale důraz byl u nich kladen na jednotnou rychlost (u prvních tří podtříd 26 uzlů a u zbývajících čtrnácti podtříd 27 uzlů). Třída Swordfish patřila do druhé skupiny označováné jako „27-knotters“.

## Stavba
Torpédoborec postavila britská loděnice Thames Ironworks and Shipbuilding Company v londýnské čtvrti Blackwall. Stavba byla zahájena v červenci 1894. Na vodu byl spuštěn 3. prosince 1895 a do služby byl přijat v lednu 1900.

## Konstrukce
Výzbroj představoval jeden 76mm kanón, pět 57mm kanónů a dva jednohlavňové 457mm torpédomety se zásobou čtyř torpéd. Pohonný systém tvořily tři kotle White a dva čtyřválcové parní stroje s trojnásobnou expanzí o výkonu 48000 hp, roztáčející dva lodní šrouby. Spaliny odváděly tři komíny. Nejvyšší rychlost dosahovala 27 uzlů. Dosah byl 3000 námořních mil při rychlosti deset uzlů.